# 850 (numero)
Ottocentocinquanta (850) è il numero naturale dopo l'849 e prima del 851.

## Proprietà matematiche
- È un numero pari.
- È un numero composto, con 12 divisori: 1, 2, 5, 10, 17, 25, 34, 50, 85, 170, 425, 850. Poiché la somma dei suoi divisori (escluso il numero stesso) è 824 < 850, è un numero difettivo.
- È un numero congruente.
- È un numero nontotiente (per cui la equazione φ(x) = n non ha soluzione).
- È un numero palindromo nel sistema di numerazione posizionale a base 13 (505) e a base 33 (PP). In quest'ultima base è altresì un numero a cifra ripetuta.
- È un numero ondulante  nel sistema di numerazione posizionale a base 7 (2323) e a base 13 (505).
- È un numero colombiano nel sistema numerico decimale.
- È parte delle terne pitagoriche (130, 840, 850), (174, 832, 850), (238, 816, 850), (336, 850, 914), (360, 770, 850), (400, 750, 850), (510, 680, 850), (594, 608, 850), (630, 510, 850), (750, 400, 850), (770, 360, 850), (816, 238, 850), (832, 174, 850), (850, 1320, 1570), (850, 2040, 2210), (850, 7200, 7250), (850, 10608, 10642), (850, 36120, 36130), (850, 180624, 180626).

## Astronomia
- 850 Altona è un asteroide della fascia principale del sistema solare.
- NGC 850 è una galassia lenticolare della costellazione della Balena.

## Astronautica
- Cosmos 850 è un satellite artificiale russo.

## Altri ambiti
- La CP850 è una codifica di caratteri.
- Volvo 850 è un modello di automobile costruito dalla Volvo dal 1991 al 1996.